# Nasser Kanaani
Nasser Kanaani (en persan : ناصر کنعانی) est un diplomate iranien et le 13e porte-parole du ministère iranien des Affaires étrangères du 27 juin 2022 au 2 octobre 2024,,. 

## Carrière politique et diplomatique
Il est également chef du bureau de protection des intérêts de l'Iran au Caire de juillet 2018 à juillet 2022. Nasser Kanaani occupe précédemment les postes de chef du personnel irakien du ministère des Affaires étrangères, directeur adjoint du département Moyen-Orient arabe et Afrique du Nord et de l'ambassade d'Iran en Jordanie. Outre son persan natal, il parle couramment l'anglais et l'arabe,,.